# Stimmkreis Erlangen-Höchstadt
Der Stimmkreis Erlangen-Höchstadt ist einer von rund 90 Stimmkreisen bei Wahlen zum Bayerischen Landtag und zu den Bezirkstagen sowie bei Volksentscheiden. Er gehört zum Wahlkreis Mittelfranken.
Mindestens seit der Landtagswahl 2008 umfasst er die Städte Baiersdorf, Herzogenaurach, Höchstadt a.d.Aisch und die Gemeinden Adelsdorf, Aurachtal, Bubenreuth, Buckenhof, Eckental, Gremsdorf, Großenseebach, Heßdorf, Kalchreuth, Lonnerstadt, Marloffstein, Mühlhausen, Oberreichenbach, Röttenbach, Spardorf, Uttenreuth, Vestenbergsgreuth, Wachenroth und Weisendorf des Landkreises Erlangen-Höchstadt. Die übrigen Gemeinden dieses Landkreises liegen im Stimmkreis Erlangen-Stadt.

## Landtagswahl 2023
Zur Landtagswahl 2023 traten folgende Parteien und Direktkandidaten im Stimmkreis Erlangen-Höchstadt an und erzielten folgende Ergebnisse:
| Nr. | Direktkandidat         | Partei           | Erststimmen in % | Gesamtstimmen in % |
| --- | ---------------------- | ---------------- | ---------------- | ------------------ |
| 1   | Walter Nussel          | CSU              | 38,5             | 42,3               |
| 2   | Monika Tremel          | GRÜNE            | 16,5             | 16,5               |
| 3   | Axel Maximilian Rogner | Freie Wähler     | 12,3             | 10,6               |
| 4   | Christian Beßler       | AfD              | 13,8             | 12,9               |
| 5   | Claudia Belzer         | SPD              | 11,3             | 9,9                |
| 6   | Boulent Ekrem          | FDP              | 2,5              | 2,5                |
| 7   | Josephine Taucher      | LINKE            | 1,7              | 1,6                |
| 8   | Beate Haskic           | BP               | 0,7              | 0,6                |
| 9   | Manfred Reinhart       | ÖDP              | 1,7              | 1,4                |
| 10  | -                      | Tierschutzpartei | -                | 0,5                |
| 11  | -                      | PdH              | -                | 0,2                |
| 12  | Daniela Pülhorn        | dieBasis         | 1,0              | 0,9                |

## Landtagswahl 2018
Im Stimmkreis waren insgesamt 93.197 Einwohner wahlberechtigt. Die Landtagswahl am 14. Oktober 2018 hatte folgendes Ergebnis:
| Direktkandidat       | Partei               | Erststimmen in % | Gesamtstimmen in % | Veränderung der Gesamtstimmen im Vergleich zur Landtagswahl 2013 in % |
| -------------------- | -------------------- | ---------------- | ------------------ | --------------------------------------------------------------------- |
| Walter Nussel        | CSU                  | 35,0             | 37,6               | − 6,7                                                                 |
| Alexandra Hiersemann | SPD                  | 13,1             | 11,3               | − 10,9                                                                |
| Christian Enz        | Freie Wähler         | 11,9             | 11,1               | + 0,7                                                                 |
| Astrid Marschall     | GRÜNE                | 18,8             | 19,0               | + 10,0                                                                |
| Boulent Ekrem        | FDP                  | 4,2              | 4,3                | + 0,6                                                                 |
| Lukas Eitel          | LINKE                | 3,3              | 3,3                | + 0,7                                                                 |
| Manfred Kral         | BP                   | 0,7              | 0,6                | − 0,4                                                                 |
| Manfred Reinhart     | ÖDP                  | 1,3              | 1,1                | + 0,1                                                                 |
| Daniel Radojevic     | PIRATEN              | 0,8              | 0,7                | − 1,4                                                                 |
| Carola Ackermann     | Die Franken          | 1,4              | 1,2                | − 1,2                                                                 |
| Michael Meister      | AfD                  | 9,4              | 9,2                | + 9,2                                                                 |
| -                    | mut                  | -                | 0,1                | + 0,1                                                                 |
| -                    | Die Partei           | -                | 0,3                | + 0,3                                                                 |
| -                    | Gesundheitsforschung | -                | 0,1                | + 0,1                                                                 |
| -                    | V-Partei³            | -                | 0,1                | + 0,1                                                                 |

## Landtagswahl 2013
Die Wahlbeteiligung der 92.395 Wahlberechtigten im Stimmkreis betrug 68,9 Prozent, bei einem Landesdurchschnitt von 63,9 Prozent war dies Rang 11 unter den 90 Stimmkreisen. Das Direktmandat ging an Walter Nussel (CSU).
| Direktkandidat       | Partei       | Erststimmen | Gesamtstimmen | Gesamtstimmen ggü. Bayern (%p) | Gesamtstimmen ggü. 2008 (%p) |
| -------------------- | ------------ | ----------- | ------------- | ------------------------------ | ---------------------------- |
| Walter Nussel        | CSU          | 41,1 %      | 44,3 %        | −3,4 %                         | −0,4 %                       |
| Alexandra Hiersemann | SPD          | 24,0 %      | 22,2 %        | +1,6 %                         | +1,5 %                       |
| Patrick Prell        | FREIE WÄHLER | 10,9 %      | 10,4 %        | +1,4 %                         | −1,6 %                       |
| Helmut Wening        | GRÜNE        | 8,7 %       | 9,0 %         | +0,4 %                         | +0,6 %                       |
| Jörg Rohde           | FDP          | 4,1 %       | 3,7 %         | +0,4 %                         | −3,6 %                       |
| Cornelia Reimann     | DIE LINKE    | 2,6 %       | 2,6 %         | +0,5 %                         | −1,0 %                       |
| Manfred Reinhart     | ÖDP          | 1,1 %       | 1,1 %         | −0,9 %                         | +0,2 %                       |
| Susanne Staszewski   | REP          | 0,5 %       | 0,5 %         | −0,5 %                         | −0,6 %                       |
| Christine Rorich     | NPD          | 0,9 %       | 0,9 %         | X                              | −0,1 %                       |
| Manfred Kral         | BP           | 1,2 %       | 0,9 %         | −1,2 %                         | +0,8 %                       |
| Jürgen Schröder      | DIE FRANKEN  | 2,7 %       | 2,4 %         | X                              | X                            |
| Markus Herrmann      | PIRATEN      | 2,2 %       | 2,1 %         | +0,1 %                         | X                            |

## Landtagswahl 2008
Bei der Landtagswahl 2008 waren im Stimmkreis 91.015 Einwohner stimmberechtigt. Die Wahlbeteiligung lag 63,3 %. Die Wahl hatte folgendes Ergebnis:
| Direktkandidat       | Partei                | Erststimmen in % | Gesamtstimmen in % | Veränderung der Gesamtstimmen im Vergleich zur Landtagswahl 2003 in % |
| -------------------- | --------------------- | ---------------- | ------------------ | --------------------------------------------------------------------- |
| Christa Matschl      | CSU                   | 42,0             | 44,7               | - 10,1                                                                |
| Alexandra Hiersemann | SPD                   | 22,3             | 20,7               | - 0,2                                                                 |
| Manfred Bachmayer    | Bündnis 90/Die Grünen | 8,5              | 8,4                | - 0,5                                                                 |
| Irene Häusler        | Freie Wähler          | 12,9             | 12,0               | + 3,5                                                                 |
| Stefan Martin        | FDP                   | 7,4              | 7,3                | + 3,9                                                                 |
| Arno Decker          | REP                   | 1,2              | 1,1                | - 0,5                                                                 |
| Heiner Fauteck       | ödp                   | 0,9              | 0,9                | - 0,0                                                                 |
| -                    | BP                    | -                | 0,1                | - 0,1                                                                 |
| -                    | BüSo                  | -                | -                  | - 0,1                                                                 |
| Hans-Joachim Ehnes   | Die Linke             | 3,8              | 3,6                | + 3,6                                                                 |
| -                    | VIOLETTE              | -                | 0,1                | + 0,1                                                                 |
| Tibor Burger         | NPD                   | 1,0              | 1,0                | + 1,0                                                                 |